# Jil Teichmann
Jil Belén Teichmann (Barcellona, 15 luglio 1997) è una tennista svizzera.
In carriera si è aggiudicata due tornei WTA in singolare a fronte di quattro finali disputate. Nei tornei del Grande Slam vanta come miglior risultato gli ottavi di finale all'Open di Francia 2022, in seguito a cui si è spinta fino alla 21ª posizione del ranking mondiale.

## Biografia
Nata a Barcellona da genitori svizzeri, è mancina e gioca il rovescio a due mani. Ha un fratello più giovane di due anni, Raul, anche lui tennista. Si allena sotto la guida dello spagnolo Alberto Martín.

## Carriera
Durante la carriera giovanile Jil ha ottenuto come risultato più prestigioso il successo in coppia con İpek Soylu nel doppio ragazze agli US Open 2014, sconfiggendo in finale Vera Lapko e Tereza Mihalíková in tre set 5-7 6-2 [10-7]. Ha raggiunto il best ranking di numero 3 del mondo junior nel settembre del 2014.

### 2015-2018

#### 2015
Conquista il primo titolo ITF a Braunschweig il 30 agosto battendo in finale la russa Ekaterina Aleksandrova con il punteggio di 6-3 6-3. Chiude la stagione alla posizione n.439 del ranking mondiale.

#### 2016
Nel mese di maggio supera per la prima volta in carriera le qualificazioni di un torneo WTA a Strasburgo, dove supera anche il primo turno del tabellone principale battendo la giapponese Kurumi Nara in tre set; viene poi sconfitta negli ottavi di finale dalla futura vincitrice del torneo, la francese Caroline Garcia, con il punteggio di 7-6 6-3. Nel mese di giugno vince consecutivamente due tornei ITF in Francia, a Montpellier e Périgueux, mentre a luglio viene sconfitta all'ultimo turno di qualificazione del torneo WTA di Gstaad dalla lussemburghese Mandy Minella. A novembre conquista il terzo titolo ITF della stagione trionfando a Hammamet. Chiude la stagione alla posizione n.213 del ranking mondiale.

#### 2017
Nei primi mesi dell'anno raggiunge due finali nei tornei ITF a Il Cairo e Hammamet, ma in entrambi i casi viene sconfitta all'atto conclusivo. Ad aprile supera le qualificazioni al Claro Open di Bogotá e viene sconfitta al primo turno del tabellone principale dalla ceca Kateřina Siniaková. Il 23 aprile conquista il suo quinto titolo in carriera a livello ITF a Chiasso, dove sconfigge in finale Kathinka von Deichmann con il punteggio di 2-6 6-3 6-2. Nel mese di maggio raggiunge la finale a Cagnes-sur-Mer, dove viene sconfitta da Beatriz Haddad Maia e la stessa giocatrice brasiliana la sconfigge anche nel terzo e decisivo turno di qualificazione per il Roland Garros. A settembre partecipa grazie a una wild card al Wuhan Open, dove elimina in tre set al primo turno l'australiana ex n.4 al mondo Samantha Stosur; viene poi sconfitta al turno successivo dalla slovacca Dominika Cibulková con un doppio 6-2.

### 2019: due titoli WTA e Top 100
Apre l'anno con una sconfitta nelle qualificazioni a Auckland e agli Australian Open. Prende parte al Challenger di Newport Beach, dove supera all'esordio Jovana Jakšić per 6-3 7-6, prima di subire un doppio 2-6 da Eugenie Bouchard. Successivamente non si qualifica per il torneo ungherese, mentre esce di scena al primo turno ad Acapulco per mano di Bianca Andreescu. Non fa meglio nemmeno al Samsung Open, dove cede al terzo set contro Veronika Kudermetova.
Il 4 maggio 2019, dopo essere passata dalle qualificazioni, conquista il torneo di Praga superando in finale Karolína Muchová con il punteggio di 7–6(5), 3-6, 6-4. Grazie a questo risultato il 6 maggio entra per la prima volta in top 100, raggiungendo la posizione numero 87 del ranking. Nel corso del torneo si è imposta su Viktorija Tomova per 6-2 7-6; Beatriz Haddad Maia con un doppio 6-2; Denisa Allertová per 6-4 6-2; Ekaterina Aleksandrova per 6-3 6-4; Svetlana Kuznecova per 2-6 6-3 6-2; Tamara Korpatsch per 6-2 6-1 e Barbora Strýcová per 6-3 6-0.
Si presenta al Roland Garros, ma senza andare oltre le qualificazioni. In seguito raggiunge i quarti di finale nel torneo WTA 125k di Bol. Non accede al tabellone principale nei tornei di Maiorca e Eastbourne, mentre a Wimbledon e Bastad viene sconfitta all'esordio rispettivamente da Anastasija Potapova e Anhelina Kalinina. Si riscatta a Losanna, dove con le vittorie sulle connazionali Timea Bacsinszky per 6-2 5-7 6-1 e Simona Waltert per 6-3 6-3 raggiunge i quarti di finale; verrà poi sconfitta da Tamara Korpatsch con il punteggio di 6-3 0-6 1-6.
Il 28 luglio 2019, sconfiggendo in finale la Top 10 Kiki Bertens, si aggiudica il torneo di Palermo, raggiungendo la posizione n°54 del ranking. L'elvetica non ha mai perso un set nel corso della competizione, estromettendo Dar'ja Gavrilova, Gabriela Cé, Anna-Lena Friedsam (ritirata all'inizio del secondo set) e Ljudmila Samsonova in due parziali.
Prende parte al Cincinnati Masters, ma non riesce a qualificarsi. Nell'International di New York con fatica accede al tabellone principale, per poi perdere nel match d'esordio contro Kristie Ahn. Non fa meglio agli US Open, dove viene annichilita da Elise Mertens, testa di serie n°25.
In Asia disputa un primo turno in Corea, esce nelle qualificazioni a Wuhan e perde all'esordio a Pechino. A Linz non può fare nulla contro Andrea Petković, che le infligge un severo 1-6 1-6, mentre a Lussemburgo subisce la rimonta da parte di Margarita Gasparjan. Chiude l'anno con un quarto di finale nel 125k di Limoges, sconfitta da Aljaksandra Sasnovič.

### 2020: terza finale WTA
Inaugura la nuova stagione con la vittoria nel primo turno a Auckland contro Valentina Ivanov per 6-4 6-3, per poi cedere contro la detentrice del titolo Julia Görges. Si presenta a Hobart, dove subisce la vendetta in rimonta da parte di Heather Watson. Non fa meglio agli Australian Open, dove è costretta a uscire di scena per mano della più quotata Ekaterina Aleksandrova, testa di serie n°25, per 4-6 6-4 2-6. Teichmann esce all'esordio anche a Dubai, contro Tereza Martincová, e a Doha, contro Jeļena Ostapenko. Dopo tre mesi si aggiudica un match nel torneo di Lione contro la francese Clara Burel, mentre è costretta al ritiro prima della partita di secondo turno contro Océane Dodin.
Il mondo del tennis subisce una battuta d'arresto dal 9 marzo al 3 agosto a causa della pandemia di COVID-19, periodo nel quale tutti i tornei vengono annullati o posticipati e i punti e i record dei tennisti congelati. L'elvetica scende in campo nel nuovo torneo di Lexington, dove raggiunge la finale sia in singolare che in doppio, ma in entrambe viene sconfitta. In singolo si spinge fino all'ultimo atto senza cedere un set ai danni di Anna Kalinskaja, Julija Putinceva, Catherine Bellis e Shelby Rogers. Tuttavia il 16 agosto viene impossibilitata da Jennifer Brady a sollevare il terzo titolo WTA in carriera, poiché la statunitense ha la meglio in due parziali. Nel doppio Teichmann e Marie Bouzková, dopo avere estromesso le terze teste di serie Cori Gauff/Caty McNally e le prime Alexa Guarachi/Desirae Krawczyk, vengono sconfitte dalla coppia formata da Hayley Carter e Luisa Stefani per 1-6 5-7. Per quanto riguarda la classifica Teichmann in singolare eguaglia il suo miglior piazzamento (54ª posizione), mentre in doppio sale di 185 posizioni, fermandosi al 235º posto. Prosegue il buon momento passando le qualificazioni al Western & Southern Open (sconfiggendo Bolsova e Rogers); al primo turno elimina l'americana Danielle Collins per 6-3 6-3, mentre al secondo viene estromessa da Anett Kontaveit con lo score di 3-6 4-6. Agli US Open e a Roma cede all'esordio (contro, rispettivamente, Bolsova e Blinkova) mentre a Strasburgo riesce a cogliere i quarti di finale, dove viene battuta da Elina Svitolina, futura campionessa, per 4-6 3-6. Chiude la stagione con un primo turno a Parigi e Linz e non passando le quali a Ostrava.
Termina la stagione al n°57 della classifica mondiale.

### 2021: prima finale in un WTA 1000
Jil inizia l'anno con due sconfitte all'esordio patite al Gippsland Trophy e all'Australian Open, entrambe contro Cori Gauff. Il primo buon risultato arriva nell'ultimo torneo giocato a Melbourne, il Phillip Island Trophy: qui batte le romene Mihaela Buzărnescu, Monica Niculescu e Patricia Maria Țig prima di soccombere a Marie Bouzková nei quarti (3-6 6-4 2-6). Fa meglio ad Adelaide, dove riesce a raggiungere la semifinale, sconfiggendo Kristina Mladenovic (6-2 7-6(5)), Wang Qiang (3-6 6-3 6-3) e Anastasija Sevastova (6-4 6(8)-7 7-5); nel penultimo atto, la svizzera si arrende alla futura campionessa Iga Świątek in due set. A Dubai, Teichmann riesce ad approdare alla seconda semifinale della stagione, la prima in carriera in un torneo di categoria 1000: nel suo percorso, elimina Katarina Zavac'ka (6-1 6-2), Petra Kvitová (6-2 3-4 e ritiro), Ons Jabeur e Gauff (entrambe con un doppio 6-3). Nel penultimo atto, la svizzera cede alla sorpresa del torneo Barbora Krejčíková, per 5-7 2-6.
A Miami Teichmann è costretta al ritiro nel corso del primo set della sfida contro Paula Badosa al primo turno. Si presenta in seguito a Madrid, dove dà il via alla stagione su terra: al primo turno, la svizzera si impone su Elina Svitolina (2-6 6-4 7-6(5)), centrando il secondo successo in carriera su una top-5. Al secondo turno, si ferma nuovamente contro Badosa, con lo score di 7-5 1-6 2-6. Dopo un primo turno a Roma, è costretta al ritiro nel match di secondo turno contro Julija Putinceva a Strasburgo; di conseguenza, decide di non giocare il Roland Garros. Torna in campo a Wimbledon, dove subisce una netta sconfitta all'esordio da Camila Giorgi (2-6 2-6). Teichmann si ripresenta poi sulla terra di Amburgo, Losanna e Palermo: raccoglie solo una vittoria in quattro partite giocate.
Dopo una sconfitta all'esordio a Montréal per mano di Danielle Collins, la svizzera si presenta a Cincinnati grazie a una wild-card offerta dagli organizzatori: ottiene due comode vittorie su Sorana Cîrstea (6-2 6-0) e su Bernarda Pera (6-1 6-4), si guadagna un nobile ottavo contro la testa di serie numero due del tabellone Naomi Ōsaka: a sorpresa, Jil riesce a prevalere in rimonta sulla giapponese (3-6 6-3 6-3), trovando la terza vittoria in stagione su una top-10 (la seconda su una top-5). Ai quarti, lascia cinque giochi alla campionessa olimpica di Tokyo e connazionale Belinda Bencic, accedendo alla terza semifinale dell'anno, la seconda in un 1000: Teichmann è la terza tennista consecutiva ad arrivare in semifinale a Cincinnati da wild-card (dopo Svetlana Kuznecova nel 2019 e Ōsaka nel 2020). Nel penultimo atto, la svizzera batte la numero quattro del mondo e due volte finalista Slam Karolína Plíšková per 6-2 6-4, qualificandosi alla sua prima finale di questo livello in carriera. Nella circostanza, Jil cede alla n°1 del mondo Ashleigh Barty per 3-6 1-6.
Successivamente, perde al secondo turno degli US Open (contro Kontaveit) e ai quarti di Ostrava per mano di Kvitová. A Chicago batte Kanepi (7-6(3) 7-5) e Linette (6-2 6-4) per poi soccombere contro Vondroušová in due set. Dopo due uscite premature a Indian Wells e Cluj-Napoca, partecipa alla fase finale della Billie Jean King Cup convocata dalla Svizzera: nel gruppo D, porta a casa entrambi i punti contro Germania e Repubblica Ceca nel doppio, aiutando le elvetiche a chiudere al primo posto il loro girone e qualificando la Svizzera alla semifinale. Nella sfida con l'Australia, Jil vince su Storm Sanders (6-0 6-3), contribuendo al 2-0 e portando la propria nazionale alla finale della competizione, che mancava dal 1998. Nell'ultimo atto, Teichmann cede nel match contro Kasatkina (2-6 4-6) e, alla fine, la Svizzera si arrende alle russe, chiudendo al secondo posto.
Termina l'anno al n°37 del mondo, suo best-ranking.

### 2022: semifinale a Madrid, primi ottavi slam, vittoria nella Billie Jean King Cup ebest ranking
Jil inizia l'anno ad Adelaide, dove perde subito da Lauren Davis (6-1 6(3)-7 4-6). All'Australian Open, batte Petra Martić con un doppio 6-3 per poi cedere ad Azaranka (1-6 2-6). Dopo una sconfitta all'esordio a San Pietroburgo, prende parte al torneo di Dubai: si ferma all'ultimo turno di qualificazione contro Siniaková (3-6 4-6); tuttavia, viene ripescata come lucky-loser: elimina Elise Mertens (6-2 6-4) e poi Elina Svitolina per 7-6(0) 6-2, per poi arrendersi a Veronika Kudermetova in tre set. Anche in Qatar riesce ad arrivare al terzo turno, battendo l'ex-numero 1 del mondo Kerber (4-6 6-3 6-2) e Van Uytvanck (7-6(9) 7-5); al terzo turno, viene superata nettamente da Aryna Sabalenka (2-6 1-6). A Indian Wells cede subito a Kovinić mentre a Miami esce immediatamente per mano di Riske (6(5)-7 3-6).
Sulla terra, dopo un secondo turno a Istanbul, prende parte al '1000' di Madrid: all'esordio, sconfigge l'ex campionessa di Wimbledon Petra Kvitová (6-3 7-5); al secondo round, regola con un doppio 6-4 la n°17 del seeding Leylah Fernandez mentre, al terzo turno, lascia solo 4 giochi a Elena Rybakina, accedendo ai quarti. Nella circostanza, batte Anhelina Kalinina per 6-3 6-4, raggiungendo la semifinale di un torneo di questa caratura per la prima volta da Cincinnati 2021. Tra le ultime quattro, viene eliminata da Jessica Pegula, con lo score di 3-6 4-6. Grazie al risultato, entra tra le prime 30 del mondo per la prima volta in carriera. Anche nel '1000' di Roma l'elvetica riesce a fare strada, battendo Paolini, la top-10 Karolína Plíšková e nuovamente Rybakina; nei quarti, è costretta al ritiro contro Dar'ja Kasatkina. Al Roland Garros, dopo due comodi successi su Pera e Danilović, vince in rimonta sulla ex-numero 1 del mondo Azaranka (4-6 7-5 7-6(5)), ottenendo i suoi primi ottavi di finale a livello slam. Nella circostanza, si arrende nettamente a Sloane Stephens (2-6 0-6).
Sull'erba, non coglie nessuna vittoria nei tre tornei disputati, compreso Wimbledon. nel frattempo, l'11 luglio trova il suo best-ranking alla 21ª posizione della classifica mondiale.
Sul cemento americano, non passa le qualificazioni per il torneo di San José. A Toronto, batte l'ex n°1 del mondo Venus Williams (6-2 6-3) e l'attuale n°2 delle classifiche mondiali, Anett Kontaveit, con lo score di 6-4 6-4. Al terzo turno, si arrende alla futura campionessa Simona Halep in due set. A Cincinnati, dove difende la finale del 2021, viene eliminata al primo turno da Petra Kvitová, con il punteggio di 7-6(2) 6(6)-7 3-6, non sfruttando un match-point nel secondo tie-break. A causa dei punti persi, scende fino alla 30ª posizione del ranking. Allo US Open, viene subito estromessa da Shuai Zhang. Dopo un finale di stagione in cui non coglie risultati di rilievo, partecipa alla Billie Jean King Cup: la svizzera contribuisce al successo per 3-0 sull'Italia, vincendo il singolare contro Cocciaretto e il successivo doppio; nell'altro tie, Jil perde il doppio a risultato già acquisito contro il Canada; Teichmann torna in campo in finale, regalando alle elvetiche il primo punto della sfida contro Storm Sanders (6-3 4-6 6-3). Alla fine, la Svizzera supererà per 2-0 l'Australia, conquistando la sua prima vittoria nella storia della competizione.
Termina l'anno al n°35 del mondo, sua migliore posizione di chiusura in carriera.

### 2023: annata negativa e uscita dalla top-100
Sull'onda del successo nella Billie Jean King Cup, Teichmann partecipa alla nuova United Cup, una competizione a squadre mista. Inserito nel gruppo B, il team svizzero spazza via il Kazakistan, con Jil che vince il suo singolare contro Kulambaeva e il doppio con Hüsler, fissando il punteggio finale sul 5-0. Nella sfida con la Polonia, Teichmann perde la sfida contro Linette, costringendo la Svizzera alla sconfitta finale (2-3). Gli elvetici terminano al secondo posto il loro girone, venendo eliminati dalla United Cup.
Ad Adelaide, dopo aver passato le qualificazioni, batte al primo turno Pavljučenkova per poi arrendersi a Danielle Collins. All'Australian Open, perde al secondo round da Zhu Lin. Ad Abu Dhabi cede al secondo turno a Kasatkina; non passa le qualificazioni a Doha, sconfitta da Ruse. A Dubai esce subito mentre a Indian Wells estromette la qualificata Krueger e la connazionale top-10 Bencic (3-6 6-3 6-3), centrando l'ottavo successo in carriera su una tennista tra le prime dieci del mondo. Agli ottavi, si arrende a Rebecca Peterson in tre parziali. A Miami racimola solo due giochi contro Muchová all'esordio.
Sulla terra, dopo un primo turno a Charleston, prende parte al torneo di Madrid, dove difende la semifinale: dopo il bye, viene eliminata da Lesja Curenko, con lo score di 6-3 2-6 4-6. A causa dei punti persi, scende nel ranking, uscendo dalla top-50. A Roma, dopo il bye, viene sconfitta da Julia Grabher. Nel frattempo, perde altre posizioni nel ranking, attestandosi alla 77ª posizione. Dopo un secondo turno a Strasburgo, esce all'esordio al Roland Garros contro Errani. Su erba, oltre all'uscita al primo turno a Wimbledon, ottiene come miglior risultato il secondo round a Bad Homburg.
Il resto della stagione non regala sussulti alla svizzera, che chiude l'anno fuori dalla top-100, in 143ª posizione, la peggiore dal 2018.
In doppio, conquista il secondo titolo WTA della carriera assieme a Jodie Burrage al Transylvania Open, battendo in finale Jeanjean/Strachova.

### 2024
Inizia l'anno tentando le qualificazioni per il WTA 125 di Canberra: esce di scena al secondo turno contro Fiona Ferro. Dopodiché, prende parte alle quali dell'Australian Open: per la prima volta dal 2019, non riesce ad accedere al tabellone principale, cedendo a Destanee Aiava.

## Statistiche WTA

### Singolare

#### Vittorie (2)
| Legenda               | Legenda      |
| --------------------- | ------------ |
| Grande Slam (0)       |              |
| Ori Olimpici (0)      |              |
| WTA Finals (0)        |              |
| WTA Elite Trophy (0)  |              |
| Dal 2009 al 2020      | Dal 2021     |
| Premier Mandatory (0) | WTA 1000 (0) |
| Premier 5 (0)         | WTA 1000 (0) |
| Premier (0)           | WTA 500 (0)  |
| International (2)     | WTA 250 (0)  |

| N. | Data           | Torneo                       | Superficie  | Avversaria in finale | Punteggio        |
| 1. | 4 maggio 2019  | Prague Open, Praga           | Terra rossa | Karolína Muchová     | 7-6(5), 3-6, 6-4 |
| 2. | 28 luglio 2019 | Palermo Ladies Open, Palermo | Terra rossa | Kiki Bertens         | 7-6(3), 6-2      |

#### Sconfitte (3)
| Legenda               | Legenda      |
| --------------------- | ------------ |
| Grande Slam (0)       |              |
| Argenti Olimpici (0)  |              |
| WTA Finals (0)        |              |
| WTA Elite Trophy (0)  |              |
| Dal 2009 al 2020      | Dal 2021     |
| Premier Mandatory (0) | WTA 1000 (1) |
| Premier 5 (0)         | WTA 1000 (1) |
| Premier (0)           | WTA 500 (0)  |
| International (1)     | WTA 250 (1)  |

| N. | Data           | Torneo                      | Superficie  | Avversaria in finale | Punteggio |
| 1. | 16 agosto 2020 | Top Seed Open, Lexington    | Cemento     | Jennifer Brady       | 3-6, 4-6  |
| 2. | 22 agosto 2021 | Cincinnati Open, Cincinnati | Cemento     | Ashleigh Barty       | 3-6, 1-6  |
| 3. | 20 luglio 2025 | Iași Open, Iași             | Terra rossa | Irina-Camelia Begu   | 0-6, 5-7  |

### Doppio

#### Vittorie (2)
| Legenda              |
| -------------------- |
| Grande Slam (0)      |
| Ori Olimpici (0)     |
| WTA Finals (0)       |
| WTA Elite Trophy (0) |
| Dal 2021             |
| WTA 1000 (0)         |
| WTA 500 (0)          |
| WTA 250 (2)          |

| N. | Data            | Torneo                         | Superficie  | Compagna        | Avversarie in finale               | Punteggio |
| 1. | 11 luglio 2021  | Hamburg European Open, Amburgo | Terra rossa | Jasmine Paolini | Astra Sharma Rosalie van der Hoek  | 6-0, 6-4  |
| 2. | 22 ottobre 2023 | Transylvania Open, Cluj-Napoca | Cemento (i) | Jodie Burrage   | Léolia Jeanjean Valerija Strachova | 6-1, 6-4  |

#### Sconfitte (2)
| Legenda               | Legenda      |
| --------------------- | ------------ |
| Grande Slam (0)       |              |
| Argenti Olimpici (0)  |              |
| WTA Finals (0)        |              |
| WTA Elite Trophy (0)  |              |
| Dal 2009 al 2020      | Dal 2021     |
| Premier Mandatory (0) | WTA 1000 (0) |
| Premier 5 (0)         | WTA 1000 (0) |
| Premier (0)           | WTA 500 (1)  |
| International (1)     | WTA 250 (0)  |

| N. | Data           | Torneo                   | Superficie | Compagna       | Avversarie in finale             | Punteggio |
| 1. | 16 agosto 2020 | Top Seed Open, Lexington | Cemento    | Marie Bouzková | Hayley Carter Luisa Stefani      | 1-6, 5-7  |
| 2. | 19 giugno 2022 | German Open, Berlino     | Erba       | Alizé Cornet   | Storm Sanders Kateřina Siniaková | 4-6, 3-6  |

## Circuito WTA 125

### Singolare

#### Vittorie (2)
| N. | Data              | Torneo                 | Superficie  | Avversaria in finale  | Punteggio   |
| 1. | 15 settembre 2024 | Slovenia Open, Lubiana | Terra rossa | Nuria Párrizas Díaz   | 7-6(8), 6-4 |
| 2. | 9 febbraio 2025   | Mumbai Open, Mumbai    | Cemento     | Mananchaya Sawangkaew | 6-3, 6-4    |

### Doppio

#### Vittorie (1)
| N. | Data            | Torneo                                  | Superficie | Compagna   | Avversarie in finale        | Punteggio           |
| 1. | 27 gennaio 2018 | Newport Beach Challenger, Newport Beach | Cemento    | Misaki Doi | Jamie Loeb Rebecca Peterson | 7-6(4), 1-6, [10-8] |

#### Sconfitte (1)
| N. | Data              | Torneo                 | Superficie  | Compagna      | Avversarie in finale                 | Punteggio        |
| 1. | 15 settembre 2024 | Slovenia Open, Lubiana | Terra rossa | Lina Ǵorčeska | Nuria Brancaccio Leyre Romero Gormaz | 7-5, 5-7, [7-10] |

## Statistiche ITF

### Singolare

#### Vittorie (7)
| Torneo $100.000 (0) |
| Torneo $80.000 (0)  |
| Torneo $75.000 (0)  |
| Torneo $60.000 (0)  |
| Torneo $50.000 (0)  |
| Torneo $40.000 (0)  |
| Torneo $25.000 (5)  |
| Torneo $15.000 (1)  |
| Torneo $10.000 (1)  |

| N. | Data            | Torneo                                       | Superficie  | Avversaria in finale   | Punteggio     |
| 1. | 30 agosto 2015  | Braunschweig Women's Open, Braunschweig      | Terra rossa | Ekaterina Aleksandrova | 6–3, 6–3      |
| 2. | 19 giugno 2016  | Open GDF SUEZ Montpellier, Montpellier       | Terra rossa | Montserrat González    | 6-2, 7–6(6)   |
| 3. | 25 giugno 2016  | Open GDF SUEZ du Périgord, Périgueux         | Terra rossa | Olga Sáez Larra        | 6–3, 6–3      |
| 4. | 6 novembre 2016 | Hammamet Open, Hammamet                      | Terra rossa | Diana Enache           | 6–4, 6-4      |
| 5. | 23 aprile 2017  | ITF Women's Circuit Chiasso, Chiasso         | Terra rossa | Kathinka von Deichmann | 2-6, 6-3, 6-2 |
| 6. | 31 marzo 2019   | Forte Village International Tournament, Pula | Terra rossa | Kaja Juvan             | 7-6(3), 6-0   |
| 7. | 5 maggio 2024   | ForteVillage ITF Trophy, Pula                | Terra rossa | Andrea Lázaro García   | 6-3, 6-4      |

#### Sconfitte (6)
| Torneo $100.000 (1) |
| Torneo $80.000 (0)  |
| Torneo $75.000 (0)  |
| Torneo $60.000 (1)  |
| Torneo $50.000 (0)  |
| Torneo $40.000 (0)  |
| Torneo $25.000 (1)  |
| Torneo $15.000 (2)  |
| Torneo $10.000 (1)  |

| N. | Data             | Torneo                                                          | Superficie  | Avversaria in finale  | Punteggio        |
| 1. | 26 ottobre 2014  | Jolie Ville Golf Women's, Sharm el-Sheikh                       | Cemento     | Polina Lejkina        | 2–6, 0–6         |
| 2. | 5 febbraio 2017  | ITF Women's Circuit Il Cairo, Il Cairo                          | Terra rossa | Chantal Škamlová      | 6–3, 6(1)–7, 1–6 |
| 3. | 12 febbraio 2017 | Hammamet Open, Hammamet                                         | Terra rossa | Georgina García Pérez | 5–7, 2–6         |
| 4. | 20 maggio 2017   | Open GDF SUEZ de Cagnes-sur-Mer Alpes-Maritimes, Cagnes-sur-Mer | Terra rossa | Beatriz Haddad Maia   | 3–6, 3–6         |
| 5. | 29 luglio 2018   | Porto Open, Porto                                               | Terra rossa | Cristina Bucșa        | 6(4)–7, 1–6      |
| 6. | 9 giugno 2024    | Internazionali Femminili di Tennis Città di Caserta, Caserta    | Terra rossa | Leyre Romero Gormaz   | 2-6, 6-4, 4-6    |

### Doppio

#### Vittorie (5)
| Torneo $100.000 (0) |
| Torneo $80.000 (0)  |
| Torneo $75.000 (0)  |
| Torneo $60.000 (0)  |
| Torneo $50.000 (0)  |
| Torneo $40.000 (0)  |
| Torneo $25.000 (2)  |
| Torneo $15.000 (1)  |
| Torneo $10.000 (2)  |

| N. | Data            | Torneo                                       | Superficie  | Partner               | Rivali in finale                  | Risultato        |
| 1. | 31 agosto 2013  | Caslano Open, Caslano                        | Terra rossa | Chiara Grimm          | Sara Ottomano Barbora Štefková    | 6-4, 4-6, [10-4] |
| 2. | 26 aprile 2014  | ITF Women's Circuit Chiasso, Chiasso         | Terra rossa | Chiara Grimm          | Alice Matteucci Camilla Rosatello | 7-5, 6-3         |
| 3. | 23 agosto 2015  | Leipzig Open, Lipsia                         | Terra rossa | Priscilla Hon         | Pia König Conny Perrin            | 6-1, 6-4         |
| 4. | 7 ottobre 2016  | Forte Village International Tournament, Pula | Terra rossa | Tamara Zidanšek       | Claudia Giovine Camilla Rosatello | 6–2, 6-4         |
| 5. | 5 novembre 2016 | Hammamet Open, Hammamet                      | Terra rossa | Guadalupe Pérez Rojas | Tamara Čurović Barbara Kötelesová | 6-1, 4-6, [11-9] |

#### Sconfitte (6)
| Torneo $100.000 (1) |
| Torneo $80.000 (0)  |
| Torneo $75.000 (0)  |
| Torneo $60.000 (0)  |
| Torneo $50.000 (0)  |
| Torneo $40.000 (0)  |
| Torneo $25.000 (4)  |
| Torneo $15.000 (0)  |
| Torneo $10.000 (1)  |

| N. | Data            | Torneo                                         | Superficie  | Partner                | Rivali in finale                             | Risultato           |
| 1. | 18 gennaio 2016 | Circuito Feminino Future de Tênis, Guarujá     | Cemento     | Laura Pigossi          | Paula Cristina Gonçalves Beatriz Haddad Maia | 7–6(3), 5–7, [7–10] |
| 2. | 18 giugno 2016  | Open GDF SUEZ Montpellier, Montpellier         | Terra rossa | Lourdes Domínguez Lino | Prarthana Thombare Eva Wacanno               | 5–7, 6–2, [9–11]    |
| 3. | 29 agosto 2016  | Torneo Feminino de Barcellona, Barcellona      | Terra rossa | Alice Matteucci        | Andrea Gámiz Georgina García Pérez           | 2–6, 5–7            |
| 4. | 16 ottobre 2016 | Jolie Ville Golf Women's, Sharm el-Sheikh      | Cemento     | Guadalupe Pérez Rojas  | Mariam Bolkvadze Al'ona Fomina               | 2–6, 3–6            |
| 5. | 23 ottobre 2016 | Soho Square Ladies Tournament, Sharm el-Sheikh | Cemento     | Guadalupe Pérez Rojas  | Irina Maria Bara Al'ona Fomina               | 2–6, 1–6            |
| 6. | 3 marzo 2017    | Circuito Feminino Future de Tênis, Curitiba    | Terra rossa | Laura Pigossi          | Gabriela Cé Andrea Gámiz                     | 6–4, 2–6, [2–10]    |

## Grand Slam Junior

### Doppio

#### Vittorie (1)
| Tornei del Grande Slam  |
| ----------------------- |
| Australian Open (0)     |
| Open di Francia (0)     |
| Torneo di Wimbledon (0) |
| US Open (1)             |

| N. | Data             | Torneo            | Superficie | Compagna   | Avversarie in finale         | Punteggio        |
| 1. | 6 settembre 2014 | US Open, New York | Cemento    | İpek Soylu | Vera Lapko Tereza Mihalíková | 5-7, 6-2, [10-7] |

## Risultati in progressione
| Sigla | Risultato               |
| ----- | ----------------------- |
| V     | Vincitore               |
| F     | Finalista               |
| SF    | Semifinalista           |
| O     | Oro olimpico            |
| A     | Argento olimpico        |
| SF    | Bronzo olimpico         |
| QF    | Quarti di Finale        |
| 4T    | Quarto turno            |
| 3T    | Terzo turno             |
| 2T    | Secondo turno           |
| 1T    | Primo turno             |
| RR    | Round Robin             |
| LQ    | Turno di qualificazione |
| A     | Assente                 |
| ND    | Non disputato           |

| Legenda superfici    |
| -------------------- |
| Cemento              |
| Terra battuta        |
| Erba                 |
| Superficie variabile |

### Singolare
Aggiornato a fine WTA Tour 2023
| Tornei del Grande Slam |                 |                 |                 |                 |               |                 |                 |                 |            |            |
| Australian Open        | A               | Q1              | Q1              | Q1              | 1T            | 1T              | 2T              | 2T              | 0 / 4      | 2–4        |
| Open di Francia        | A               | Q3              | Q1              | Q1              | 1T            | A               | 4T              | 1T              | 0 / 3      | 3–3        |
| Wimbledon              | A               | A               | A               | 1T              | ND            | 1T              | 1T              | 1T              | 0 / 4      | 0–4        |
| US Open                | Q1              | Q1              | 2T              | 1T              | 1T            | 2T              | 1T              | Q1              | 0 / 5      | 2–5        |
| Vittorie-sconfitte     | 0–0             | 0–0             | 1–1             | 0–2             | 0–3           | 1–3             | 4–4             | 1-3             | 0 / 16     | 7–16       |
| Giochi olimpici        |                 |                 |                 |                 |               |                 |                 |                 |            |            |
| Giochi olimpici estivi | A               | Non disputati   | Non disputati   | Non disputati   | Non disputati | A               | Non disputati   | Non disputati   | 0 / 0      | 0–0        |
| Tornei di fine anno    |                 |                 |                 |                 |               |                 |                 |                 |            |            |
| WTA Finals             | Non qualificata | Non qualificata | Non qualificata | Non qualificata | ND            | Non qualificata | Non qualificata | Non qualificata | 0 / 0      | 0–0        |
| WTA Elite Trophy       | Non qualificata | Non qualificata | Non qualificata | Non qualificata | ND            | Non qualificata | Non qualificata | Non qualificata | 0 / 0      | 0-0        |
| WTA 1000               |                 |                 |                 |                 |               |                 |                 |                 |            |            |
| Doha / Dubai[1]        | A               | A               | A               | A               | 1T            | SF              | 3T              | 1T              | 0 / 4      | 6–4        |
| Indian Wells           | A               | A               | Q2              | A               | ND            | 2T              | 1T              | 3T              | 0 / 3      | 3-3        |
| Miami                  | A               | A               | A               | A               | ND            | 1T              | 1T              | 1T              | 0 / 3      | 0–3        |
| Madrid                 | A               | A               | A               | A               | ND            | 2T              | SF              | 2T              | 0 / 3      | 6–3        |
| Roma                   | A               | A               | A               | A               | 1T            | 1T              | QF              | 2T              | 0 / 4      | 4–4        |
| Montréal / Toronto     | A               | A               | A               | A               | ND            | 1T              | 3T              | A               | 0 / 2      | 2–2        |
| Cincinnati             | A               | A               | A               | Q1              | 2T            | F               | 1T              | A               | 0 / 3      | 5–3        |
| Wuhan                  | A               | 2T              | Q1              | Q1              | Non disputato | Non disputato   | Non disputato   | Non disputato   | 0 / 1      | 1-1        |
| Pechino                | A               | Q1              | A               | 1T              | Non disputato | Non disputato   | Non disputato   | A               | 0 / 1      | 0-1        |
| Carriera               |                 |                 |                 |                 |               |                 |                 |                 |            |            |
| Tornei giocati         | 1               | 3               | 6               | 12              | 12            | 20              | 23              | 29              | 106        | 106        |
| Titoli                 | 0               | 0               | 0               | 2               | 0             | 0               | 0               | 0               | 2          | 2          |
| Finali                 | 0               | 0               | 0               | 2               | 1             | 1               | 0               | 0               | 4          | 4          |
| Totale V–S             | 1–1             | 1–3             | 3–6             | 12–10           | 11–11         | 24–20           | 26–24           | 24-29           | 102–104    | 102–104    |
| Vittorie %             | 50%             | 25%             | 33%             | 55%             | 50%           | 50%             | 52%             | 45%             | 50%        | 50%        |
| Ranking di fine anno   | 213             | 142             | 144             | 71              | 57            | 37              | 35              | 147             | $3.475.910 | $3.475.910 |

### Vittorie contro giocatrici top-10
| Stagione | 2019 | 2020 | 2021 | 2022 | 2023 | Totale |
| Vittorie | 1    | 0    | 5    | 2    | 1    | 8      |

| #    | Giocatrici            | Rank | Evento                           | Superficie  | Turno | Punteggio        | Rank. JTR |
| ---- | --------------------- | ---- | -------------------------------- | ----------- | ----- | ---------------- | --------- |
| 2019 |                       |      |                                  |             |       |                  |           |
| 1.   | Kiki Bertens          | 5    | Palermo Ladies Open, Palermo     | Terra rossa | F     | 7–6(3), 6–2      | 82        |
| 2021 |                       |      |                                  |             |       |                  |           |
| 2.   | Petra Kvitová         | 10   | Dubai Tennis Championship, Dubai | Cemento     | 2T    | 6–2, 3–4 rit.    | 54        |
| 3.   | Elina Svitolina       | 5    | Madrid Open, Madrid              | Terra rossa | 1T    | 2–6, 6–4, 7–6(5) | 40        |
| 4.   | Naomi Ōsaka           | 2    | Cincinnati Open, Cincinnati      | Cemento     | 3T    | 3–6, 6–3, 6–3    | 76        |
| 5.   | Karolína Plíšková     | 4    | Cincinnati Open, Cincinnati      | Cemento     | SF    | 6–2, 6–4         | 76        |
| 2022 |                       |      |                                  |             |       |                  |           |
| 6.   | Karolína Plíšková (2) | 6    | Internazionali d'Italia, Roma    | Terra rossa | 2T    | 6–2, 4-6, 6-4    | 29        |
| 7.   | Anett Kontaveit       | 2    | Canadian Open, Toronto           | Cemento     | 2T    | 6–4, 6–4         | 21        |
| 2023 |                       |      |                                  |             |       |                  |           |
| 8.   | Belinda Bencic        | 9    | Indian Wells Open, Indian Wells  | Cemento     | 2T    | 3-6, 6-3, 6-3    | 39        |